# 覇者の戦塵
『覇者の戦塵』（はしゃのせんじん）は中央公論新社より刊行している谷甲州著作の架空戦記。当初は角川書店より出版されていたが6巻を刊行した時点で、中央公論新社へ出版先を変えることになった（その後、角川版6巻を3巻にし、短編を入れた中公版が刊行）。表紙・イラストは佐藤道明。
2019年3月現在、38巻刊行（中公版）。

## 刊行リスト
- 角川版
  - 北満州油田占領 (ISBN 4-04-782601-4)
  - 覇者の戦塵1932 激突上海市街戦 (ISBN 4-04-782602-2)
  - 覇者の戦塵1935 オホーツク海戦 (ISBN 4-04-782603-0)
  - 覇者の戦塵1936 第2次オホーツク海戦 (ISBN 4-04-782604-9)
  - 覇者の戦塵1933 謀略熱河戦線 (ISBN 4-04-782605-7)
  - 覇者の戦塵1937 黒竜江陸戦隊 (ISBN 4-04-782606-5)
- 中公版
  - 覇者の戦塵1939 殲滅ノモンハン機動戦 上 (ISBN 4-12-500441-2)
  - 覇者の戦塵1939 殲滅ノモンハン機動戦 下 (ISBN 4-12-500455-2)
  - 覇者の戦塵1942 撃滅北太平洋航空戦 上 (ISBN 4-12-500469-2)
  - 覇者の戦塵1942 撃滅北太平洋航空戦 下 (ISBN 4-12-500470-6)
  - 覇者の戦塵1942 急進真珠湾の蹉跌 (ISBN 4-12-500494-3)
  - 覇者の戦塵1942 反攻ミッドウェイ上陸戦 上（ISBN 4-12-500500-1)
  - 覇者の戦塵1942 反攻ミッドウェイ上陸戦 下（ISBN 4-12-500513-3)
  - 覇者の戦塵1942 激突シベリア戦線 上 (ISBN 4-12-500560-5)
  - 覇者の戦塵1942 激突シベリア戦線 下 (ISBN 4-12-500566-4)
  - 覇者の戦塵 オホーツク海戦 (ISBN 4-12-500598-2) …角川版「オホーツク海戦」「第二次オホーツク海戦」と短編を収録
  - 覇者の戦塵 北満州油田 (ISBN 4-12-500608-3) …角川版「北満州油田占領」「激突上海市街戦」と短編を収録
  - 覇者の戦塵1943 激闘東太平洋海戦 1 (ISBN 4-12-500615-6)
  - 覇者の戦塵1943 激闘東太平洋海戦 2 (ISBN 4-12-500622-9)
  - 覇者の戦塵1943 激闘東太平洋海戦 3 (ISBN 4-12-500636-9)
  - 覇者の戦塵1943 激闘東太平洋海戦 4 (ISBN 4-12-500647-4)
  - 覇者の戦塵 謀略熱河戦線 (ISBN 4-12-500688-1) …角川版「謀略熱河戦線」「黒竜江陸戦隊」と短編を収録
  - 覇者の戦塵1943 ダンピール海峡航空戦 上 (ISBN 4-12-500727-6)
  - 覇者の戦塵1943 ダンピール海峡航空戦 下 (ISBN 4-12-500735-7)
  - 覇者の戦塵1943 ニューギニア攻防戦 上 (ISBN 4-12-500775-6)
  - 覇者の戦塵1943 ニューギニア攻防戦 下 (ISBN 4-12-500779-9)
  - 覇者の戦塵1944 インド洋航空戦 上 (ISBN 4-12-500810-8)
  - 覇者の戦塵1944 インド洋航空戦 下 (ISBN 4-12-500823-X)
  - 覇者の戦塵1944 ラングーン侵攻 上 (ISBN 4-12-500866-3)
  - 覇者の戦塵1944 ラングーン侵攻 下 (ISBN 4-12-500874-4)
  - 覇者の戦塵1943 電子兵器奪取 (ISBN 4-12-500894-9)
  - 覇者の戦塵1943 空中雷撃 (ISBN 978-4-12-500997-1)
  - 覇者の戦塵 高射噴進砲隊 …「C★N25-C★NOVELS創刊25周年アンソロジー」(ISBN 978-4-12-501000-7)に収録
  - 覇者の戦塵1944 翔龍雷撃隊 (ISBN 978-4-12-501051-9)
  - 覇者の戦塵1944 マリアナ機動戦 1 (ISBN 978-4-12-501085-4)
  - 覇者の戦塵1944 マリアナ機動戦 2 (ISBN 978-4-12-501100-4)
  - 覇者の戦塵1944 マリアナ機動戦 3 (ISBN 978-4-12-501121-9)
  - 覇者の戦塵1944 マリアナ機動戦 4 (ISBN 978-4-12-501141-7)
  - 覇者の戦塵1944 マリアナ機動戦 5 (ISBN 978-4-12-501164-6)
  - 覇者の戦塵1944 サイパン邀撃戦 上 (ISBN 978-4-12-501187-5)
  - 覇者の戦塵1944 サイパン邀撃戦 中 (ISBN 978-4-12-501237-7)
  - 覇者の戦塵1944 サイパン邀撃戦 下 (ISBN 978-4-12-501312-1)
  - 覇者の戦塵1944 本土防空戦 前哨 (ISBN 978-4-12-501350-3)
  - 覇者の戦塵1945 戦略爆撃阻止 (ISBN 978-4-12-501376-3)
  - 覇者の戦塵1945 硫黄島航空戦線 (ISBN 978-4-12-501399-2)

注）角川版は全巻、中公版も近刊を除き現在、新刊本での入手は困難。ただし、中公版は順次電子書籍での販売が行われている。

## 概要
昭和6年、満州事変の最中に北満州で巨大油田が発見される。この油田を日本が確保すれば、列強の軍事バランスは一変する。日本の台頭に大きな危機感を抱いた米ソは満州国内の抗日勢力に支援を行い、結果として日本陸海軍は満州国・北太平洋などで抗日勢力やソ連と恒常的かつ活発な地域紛争を経験し、多くの戦訓を得る事となった。
紛争が続く中でも北満州油田の開発は順調に進み、日本の大国化を看過せず露骨なソ連への援助を続けるアメリカと、大陸の権益を拡大するアメリカに対抗し、南方地域へ勢力を拡大しようとする日本の関係は悪化を続け、遂には日本の仏印侵駐を期にアメリカは列強を含めた経済封鎖を断行することになる。
昭和17年春、日本はアメリカと戦端を開き、シベリア・太平洋・東南アジア各地で熾烈な戦闘は繰り広げられていった。

## 世界観
本作は史実なら約30年後に発見される大慶油田が満州事変時に発見された事を起点とし、これに警戒した列強の援助により活性化した抗日活動による満州国の不安定な状況（副次的な要素として溥儀が満州国皇帝になっていない）とソ連の極東兵力増強により、第一次上海事変・熱河作戦において日本軍は苦戦を強いられ、戦果は史実よりも縮小している。また永田鉄山が暗殺を免れた事に伴う宇垣一成内閣の成立は、永田鉄山の関東軍司令官就任と共に盧溝橋事件の拡大を防ぎ、日中戦争は回避された。また、陸軍に強い影響力を持つ宇垣内閣によって陸軍の政府に対する干渉が抑えられ、結果として日独伊三国同盟の流産がなされている。
ソ連・アメリカの圧力は馬占山軍への積極的な軍事援助という形で具現化し、これを阻止せんとする日本との間でソ満国境からオホーツク海や北千島など北太平洋、更にソ連の長距離爆撃機による日本本土爆撃へと発展していく。
二度の海戦と直前の空母を含む艦隊難破の経験により日本海軍は、大艦巨砲主義への疑念と空母の脆弱性を認識すると共に、損耗した駆逐艦の代艦建造等を含めて海軍の建艦計画に大きな変革をもたらす。また、濃霧が頻発する北太平洋の気象条件から目視に頼らない捜索手段、電波探信儀の開発に力を入れるようになる。陸軍も本土防空戦の経験から電波探信儀の重要性や迎撃戦闘のノウハウを蓄積させ、史実とは結果を異にするノモンハンでの経験から戦車を中核とする機動戦を認識することになる。
また主担当地の北千島攻防戦だけでなく、陸軍内の主導権争いなどによりソ満国境や中国南部への投入により実力を認められた海軍陸戦隊は、後に独自に外地警備・着上陸戦を行う海兵隊として海軍から独立を果たした。
満州国に設立された奉天製作所では、大規模日本人移民の受け入れのための農地開拓用トラクタの国産化を陸軍の支援により実現させ、それらは結果として満州国内の治安を安定させるだけでなく、土木作業の機械化を促進させると共に油田の操業と相まって国内産業全体の底上げも実現している。

## 登場人物

### 陸軍
秋津
「北満州油田占領」より登場。油田調査時は護衛隊の小隊長だったが、後に陸軍大学校を経て参謀将校としての道を歩む。冷静な判断能力を持ち、機械化戦力の集中運用や兵站の重要性といった現代戦を理解している。
各務
「北満州油田占領」より登場。油田調査時は秋津の上官として護衛隊長（中隊長）を勤めていた陸軍大学校出のエリート士官。無謀な作戦や前時代的な部隊運用を指揮系統を無視して強要するなどの問題行動が多く、自分の描く用兵思想を否定するかのような形で軍の近代化を進める秋津を憎み、敵対する。
参謀本部の主要メンバーとなるも、大戦初期の侵攻戦から防御戦に移行すると整合性を欠く作戦の齟齬が顕在化し、徐々に苦しい立場に追い込まれていく。
陣内
「謀略熱河戦線」より登場。秋津とは士官学校で同期。当初は関東軍に所属していた歩兵科の将校であったが、農地開拓の為に設立された満州殖拓公司に出向したり、海倫特務機関に属したりするなど、通常の兵科士官とは異なる経歴を有する。開戦後は機械化された設定隊を率いて各地を転戦している。
多知川
「激突シベリア戦線」より登場。工兵将校。技術交流のために派遣されたドイツからの帰国後は、陸軍第五技術研究所に所属し、真空管を始めとする工業製品の品質・工程管理の調査に関わる。その後は電探による早期警戒網の確立、射撃管制用電波標定機の開発を行う。海軍の深町とは面識がある。
加納
「激突シベリア戦線」より登場。戦闘機の士官空中勤務者。日本が初めて経験する本土防空戦を通じて、電探を駆使した夜間迎撃や空中指揮に習熟していく。電波兵器の取扱指導のため部隊を訪れた多知川と面識がある。
安曇川
「マリアナ機動戦 1」より登場。参謀将校。米英の情報を専門に扱う参謀本部第二部第六課に所属する陸軍の対米戦の専門家。独自の手法で米軍の情勢判断を行う一方、海軍の判知部との連携にも積極的。
参謀本部内では、真偽不明な独自情報を元に独断専行する各務の対応に苦慮している。
小塚
「マリアナ機動戦 2」より登場。重爆撃機の下士官空中勤務者（操縦員）。登場時は実戦経験がなかったが、ラバウル、サイパンと転戦するうちに技量を向上させる。陸軍初の雷撃隊である飛行第七戦隊の一員ながら、海軍の試作誘導噴進爆弾である試製禰式翔竜（翔竜四三型改）を初めて実戦で使用する。

### 海軍
佐久田
「オホーツク海戦」に登場した艦政本部の造船官。早くから戦時量産を前提とした軍艦設計の重要性を唱え、ブロック工法や溶接などを駆使して戦時急造型の駆逐艦や海防艦など小型艦艇の整備に尽力した。佐久田自身は「黒竜江陸戦隊」以後登場しないが、この設計思想に沿った艦艇は登場する。
柳井
「オホーツク海戦」より登場。造船官。深町とは海軍委託学生を経て技術士官となった同期。東京帝大では平賀譲の指導を受けていたが、佐久田の部下として戦時急造型の小型艦艇に深く関わる。後にニューブリテン島南方海岸で鹵獲されたガトー級潜水艦の調査にも関わる。
深町
「第二次オホーツク海戦」より登場。海軍技術研究所の電波班に属する技術佐官。東北帝大では八木秀次に師事し、海軍では主に電探の開発に携わり、ニューギニア戦線における電探を駆使した組織的迎撃網の構築にも関与した。後に「丸大兵器」の開発や米軍の新型砲弾（VT信管）の調査などを担当する。仕事に集中しすぎて、他の事が目に入らなくなることが多々ある。
兵科でないにもかかわらず戦闘指揮官として極めて高い能力を持ち、北太平洋海戦時には短期間の間にレーダーを用いた航空部隊の空中指揮術を完成させ、自ら空母艦載機を多数指揮し防空戦闘を完遂させた。
酒巻
「急進 真珠湾の蹉跌」より登場。真珠湾戦時は特型格納筒艇長。史実と異なり羅針儀の修理を完了してから出撃し、米戦艦の撃破に成功する。酒巻の成功により海軍首脳部は特殊潜航艇の実力を認識し、蛟龍の完成は史実よりも大幅に早まることになる。一方で酒巻自身はそれを過大評価であると考え、思い悩むことになる。東太平洋開戦時は蛟龍艇長。再び大型艦攻撃に成功する。
部下に稲垣という下士官が登場する。
野上
「反攻ミッドウェイ上陸戦」より登場。参謀将校。第一航空艦隊の通信参謀として登場し、電探の積極な利用を艦隊司令部に進言する。後に第三艦隊の通信参謀を経て連合艦隊の通信参謀となり、正確な敵情の把握に努める。
大津
「東太平洋海戦 2」より登場。通信諜報や敵信傍受を専門とする予備士官。ミッドウェー通信隊で敵信傍受を担当し、的確な情報分析を行う。後にラバウルに進出した連合艦隊司令部直轄の通信隊を経て軍令部判知部通信班（大和田通信所）に異動になり、米機動艦隊の動向監視及び行動予測専任となる。
香坂
「東太平洋海戦 4」より登場。艦上爆撃機の士官搭乗員。登場時は加賀航空隊の艦爆隊「彗星」小隊の小隊長としてミッドウェイを巡る東太平洋海戦に参加、後に偵察第六三飛行隊の飛行隊長として実験艦「大峰」に派遣される。若年ながら飛行隊長に任ぜられるだけあって、新兵器や新戦術に対する理解が深い。
多賀
「マリアナ機動戦 1」より登場。艦上戦闘機の士官搭乗員。予科練出身の特選士官。最新鋭艦上戦闘機「紫電改」で編成された戦闘第一六三飛行隊の飛行隊長で、実験艦「大峰」搭載の航空隊では最先任士官。空技廠飛行審査部時代から実用化に関わった「紫電改」に強い思い入れを持っている。

### 海兵隊（陸戦隊）
小早川
「上海市街戦」より登場。上海特別陸戦隊の将校として第一次上海事変に遭遇。その後、北千島特別陸戦隊、海軍砲術学校、黒龍江特別陸戦隊などを経て、編成途上の「陸上機動部隊」司令としてノモンハンに参戦した。また持論としていた陸戦隊の独立に尽力し、海兵隊創設後も実戦部隊の指揮官として前線に立っている。
蓮美
「北太平洋航空戦」より登場。海兵隊の諸兵科混成部隊として編成された連合機動部隊の司令（大佐）。最初に彼に会った人は戸惑い、次に会ったときは頭痛がし、最後は苦笑いしか出てこなくなる人物。作者の別作品である「軌道傭兵」シリーズよりの出張。
なおその氏名の表記について、蓮美、蓮見、蓮実など安定していない。
黒崎
「北太平洋航空戦」より登場。海軍航空隊から海兵隊航空隊に異動した戦闘機の下士官搭乗員。海軍時代の経験から士官搭乗員の指揮能力に否定的だったが、蓮見の指揮下に入って考えを改める。鹵獲したIl-2シュツルモビクを用いて米空母エンタープライズを銃撃し、大火災を発生させた経験を有する。作中において、電探による空中指揮を受けた最初の戦闘機操縦員。
北原
「ダンピール海峡航空戦」より登場。小早川の副官を務める士官。部隊の海上輸送や敵地潜入、新型砲弾の鹵獲等に関わる。作中において、新型砲弾の重要性を認識した最初の人物。

### 満州国
趙
「謀略熱河戦線」より登場。元は反日勢力の中心人物馬占山将軍の部下だったが、中尉時代の陣内が率いる歩兵小隊による匪賊討伐で捕虜となり、情報と引き換えに雇われることになる。その後は満州国軍に所属して陣内と再会、海倫特務機関時代に陣内が率いていた兵の大半は趙の子飼いの部下達であった。
嘉門寺
満州国軍の日本人将校（上校：大佐相当）。元は大陸浪人で日本陸軍時代は下士官だったが、満州国軍創設時のドサクサに紛れて将校の地位を手に入れた。無能な同僚たちが徐々にその地位を失っていく中で、情報収集能力に長けていたため地位を保持していた。陣内からは情報屋として扱われている。阿片中毒。

### 民間
日下部光昭
「北満州油田占領」より登場。新聞記者。記事を書くより事態の経過を知ろうとする人物。広い交友関係を持ち、様々な情報を流し、入手している。
上村尽瞑
「北満州油田占領」より登場。謎の僧侶。関東軍や満鉄を動かして北部満州で油田調査を実施させたり、上海事変の勃発回避に動くなど、多くの登場人物と接触を持つ。また、油田調査時に「本来なら発見されるのは30年先」と言ったり、上海事変、満州帝国建国、日独伊三国同盟など節々で作中世界と異なる未来を知っているかのような口ぶりで言及する。史実との乖離が大きくなり始めた「ノモンハン機動戦」で回想された以降は登場していない。

## オリジナル兵器

### 車両
零式重戦車（十二試重戦車）
海軍が陸戦隊（海兵隊）用に独自開発した戦車。設計・生産は奉天製作所。
主砲は40口径76mm砲、発動機は400馬力の水冷ガソリンエンジン、最大装甲厚は車体・砲塔前面50mm（試作車）、重量は試作車で25t、当時の日本では破格の重武装・重装甲の戦車である。
戦車開発のノウハウを持たない海軍は、トラクタの生産実績を持つ奉天製作所に車台の開発を依頼、主砲と主機に四〇口径十年式八センチ高角砲と「旧式飛行機」から降ろした水冷エンジンを転用することで開発期間を短縮している。これらは旧式化している反面、性能が安定しており、かつ供給面の不安が少ない事が選定理由であった。主砲そのものはほぼ原型のままだが、照準器は変更されている模様。エンジンの型式は明記されていないが、九二式艦攻等に搭載された広海軍工廠製の九一式（液冷W型12気筒）が年式や性能的に該当する。
装甲厚については、「自身の主砲に抗湛しうる装甲」という戦艦の設計思想に準じた防御力が要求されたが、懸架装置など車体側の制約により、試作車では最大50mmと要求性能を満たすには至っていない。制式車両の装甲厚は明記されていないものの、最大装甲厚76mmのM4中戦車より「やや薄い」という記述がある。
開発段階では陸軍から無視されていたが、ノモンハンに投入された試作車が戦果を挙げたため、主砲を陸軍の九〇式野砲を改修した75mm戦車砲（史実の三式七糎半戦車砲に相当）に変更、最大装甲厚を75mmに強化した上で、一〇〇式重戦車として採用した。なお、作中に登場する戦車部隊の編成から、陸軍の主力戦車は中戦車（九七式中戦車改や一式中戦車、三式中戦車など）であり、重戦車や砲戦車などの重量級車両は少数配備に留まっている模様。
開戦後は、海軍の零式重戦車はニューギニアのココダ攻防戦で米軍のM4中戦車と、陸軍の一〇〇式重戦車は沿海州のイマン攻防戦でソ連軍のT-34中戦車やKV-1重戦車と交戦している。また満州駐屯の戦車第三連隊に性能向上型と思われる一〇〇式重戦車改が配備され、四式砲戦車と共にビルマ戦線に転用されていることが記述されているが、詳細は不明。ただしいずれも重戦車故の機動力不足が祟り、生産台数は少数に留まっている。
九五式対空戦車改
陸軍の九五式軽戦車の主砲を20mm連装機銃に換装した海兵隊の軽戦車。
20mm機銃は零式艦戦と同じエリコン系だが、重量や反動の制限が緩い車載であることから九九式二号銃系統の長砲身型を搭載していると思われる。砲塔は人力式だが動力式に見紛うほど動きは滑らかで、直上方向に銃口を向けることも可能。
上陸戦や平地の少ない島嶼での戦闘を主任務とする海兵隊では、重量による運用上の制約の多い零式重戦車の代わりに数的に主力になっていると思われ、ミッドウェイ島を巡る上陸戦や防衛戦で活躍した。
特号内火艇
日本で開発・生産された兵器ではなく、米国製の水陸両用車両LVT-2の日本軍での制式名。非装甲型が一型、装甲型が二型。
ミッドウェイで米海兵隊が降伏した際に大量に鹵獲された車両が海兵隊の制式装備となった。鹵獲された実数は明記されていないが、制式装備になっていることやミッドウェイで降伏した米海兵隊が師団規模であったことから、少なくとも数十台以上と思われる。
ニューギニアのココダ攻略戦において、二型が零式重戦車や九五式対空戦車改と共に機械化部隊の中核として前線に投入され、一型は主に後方で運用されていると説明されている。
四式砲戦車
105mm戦車砲（口径不明）、空冷400馬力ディーゼルエンジン、前面装甲厚120mm、車体重量35tという百式重戦車をも凌ぐ重武装・重装甲の砲戦車。
特に記述されていないが、主砲は試製五式砲戦車に搭載された試製十糎戦車砲（55口径）、エンジンは四式中戦車に搭載された四式空冷V型12気筒ディーゼル400馬力に相当するものと思われる（イラストはホリIIに酷似）。
一式砲戦車に九七式中戦車の車台が流用されているように、日本陸軍では砲戦車に既存中戦車の車台を流用することが多く、史実の試製五式砲戦車も五式中戦車がベースであることから、四式砲戦車も前年に制式化された三式中戦車（後述）をベースにしたと思われる。極めて高い攻防性能を持つが、その重量故に機動性に難があり、作中での演習の場面では一〇〇式重戦車改からも後落している様子が描かれ、また渡河時には一〇〇式改以上の困難が伴うなど、運用上の問題も多い。
対ソ戦を強く意識して開発されたため、満州駐屯の戦車第三連隊に配備されていたが、一部がビルマ戦線に転用され、ビリン川渡河戦で英軍のマチルダII歩兵戦車と交戦している。
三式中戦車
一〇〇式重戦車の運用実績を元に開発された中戦車。史実の三式中戦車と異なり、主砲は長75mm戦車砲、溶接と鋳造を用いた装甲の前面最大厚は75mm、エンジンは空冷式400馬力ディーゼルエンジン搭載と史実の四式中戦車に匹敵する性能を有する（ただし戦車砲は史実と異なり高射砲転用ではない新規開発）。イラストではこれに加え、史実の四式中戦車が持たない車体ハッチがあり、また四式砲戦車のベースと思われる点から史実の五式中戦車の要素も含まれている。
十分な発達余裕が確保されており、初期生産型では搭載されなかった過給器付500馬力エンジンに換装すれば、主砲の90mm級への換装や装甲の強化が可能とされる。中戦車として開発されたため、機動力不足の重戦車と異なり全戦車中隊に配備される予定だったが、製造工程の簡素化を図ったにも係わらず長砲身の主砲や鋳造装甲は量産が難しく、重量級故の輸送問題もあり、保有戦車の半数を三式中戦車とする計画は遅延している。在満州の戦車第三連隊や戦車第九連隊への配備が確認され、前者はビルマ、後者はサイパン島に転出している。この内、サイパン島には三個中隊の内、第三中隊のみが三式中戦車を装備している（他は九七式中戦車や九七式中戦車改）。

### 艦艇
- 護衛駆逐艦・海防艦・高速輸送艦

海軍艦政本部の佐久田中佐が提唱していた戦時量産向けのブロック工法を多用した量産型補助艦艇。
昭和10年の第四艦隊事件（史実とは若干異なる）や翌年の第二次オホーツク海戦での被害の補充艦（第二次補充計画）として、佐久田中佐が設計した1,300t級の駆逐艦を皮切りに、800t級の海防艦（平時建造型の甲型、戦時量産型の乙型、最大限に簡略化した丙型の三種類）が柳井大尉により設計され、以後の簡易型補助艦艇の原型となった。
この汎用海防艦は800t級 - 1,500t級の艦艇に発展させることが可能で、船体に量産性を重視した平面構造を多用、機関は被弾時の抗湛性を重視したシフト配置を採用、兵装・艤装は用途に応じた変更を前提とした余裕のある設計になっている。その結果、汎用性・量産性に優れ、被弾後の継戦能力も高く、更に環境や戦況の変化に応じた改装も容易な汎用艦となったが、従来の同種艦に比べ「弱武装で低速」と見られることもあった。
昭和12年の「急速造艦演習」において、4隻の丙型海防艦が呉工廠と民間造船所で建造された。4隻の丙型海防艦は僅か3ヶ月ほどで完成、演習は成功したが、簡略化部分の多い丙型は海軍の規定を満たせないため、性能試験後に満州国に払い下げられた（渤海艦隊に編入）。
続いて、満州国江防艦隊の河川砲艦「禄剛」が昭和12年にハルピン近郊（黒竜江の支流松花江の沿岸）の仮設ドックで建造され、黒龍江陸戦隊と共に実戦に参加している。
当初は実戦部隊を中心に「粗製乱造艦」として不評であったが、その後、海兵隊の高速輸送艦として一等輸送艦や二等輸送艦（陸軍もSB艇として採用）、日米開戦から間もなく松型駆逐艦が登場し、数的には海軍の主力小型艦となっている模様。
なお、旧式駆逐艦（峯風型や樅型、鹵獲した他国製）などを改修した輸送艦や哨戒艇も存在する。これらの艦は厳密にはこの系統ではないが、ほぼ同等の艦として作中では扱われている。
光鷹型航空母艦（光陽丸）
商船改造の小型改装空母。
史実の大鷹型や海鷹同様、海軍の助成金を受けた民間の高速輸送船を海軍が徴用、空母に改装したもので、搭載機数や速度なども類似している。第四艦隊事件の影響により、当初から格納庫の一部は開放型となっている。
第一次改装後、特設運送艦「光陽丸」として開戦前の北太平洋航空戦や開戦後のミッドウェイ上陸戦に参加している。特設運送艦であるため固有の航空隊を持たず、また飛行甲板の狭隘さから艦上機の運用には制約が多かったが、海兵隊の一式戦爆等を搭載して実質的に空母として活躍する（主に艦隊防空や制空を担当）。
第二次改装において、建造中止になった潜特型から転用された空気圧式射出機（呉式四号）を装備し、同じく潜特型用の特殊攻撃機「晴嵐」を転用した艦上攻撃機「南山改」（後述）と零式艦戦を搭載したことで、艦隊型空母に準じた攻撃的な運用が可能となった。
第二次改装後は航空母艦「光鷹」として海上護衛総隊に配備されたが、すぐに僚艦「神鷹」（史実とは異なりドイツ商船「シャルンホルスト」の改装空母ではない）と共にアンダマン諸島のポートブレア攻略部隊の護衛艦隊に引き抜かれ、東インド洋の制海権を巡ってイラストリアス型正規空母を擁する英東洋艦隊と航空戦を繰り広げた。
荒島型防空巡洋艦
主砲に31cm三連装砲3基9門、対空砲に九八式長10cm連装高角砲8基16門を搭載する最高速力33ノットの防空巡洋艦。
速力重視の設計のため装甲防御は不足気味で、30cm砲装備の敵艦との砲撃戦でも不安があるという記述がある。また、水上機運用能力も持っており、搭載機数は不明だが零式三座水偵が配備されている。排水量は明記されていないが、米海軍のアラスカ型大型巡洋艦に匹敵する30,000t級の大型巡洋艦と思われ、史実では計画だけで終わった超甲巡に近い艦と考えられる。
史実の超甲巡はアラスカ型への対抗として昭和16年の第五次海軍軍備充実計画の計画されているが、完成時期から逆算して荒島型は第三次海軍軍備補充計画で二番艦まで建造されたと思われるため、本作では計画中止になったA-140（大和型戦艦の計画名）の代艦であったとも考えられる（米海軍がアラスカ型の建造を決断する原因の一つとなった、実際には存在しない「幻の超甲巡」がモデルになっている可能性もある）。
作中の記述から「6隻以上の建造が決定している」ことが判明しているが、後述する大峰のように建造途中で改設計された艦もあり、詳細は不明。
ネームシップの荒島と二番艦石鎚で第四戦隊を編成、充実した対空兵装と高速空母に追随できる速度に加えて高い通信能力を持つことから、開戦直後は第二航空艦隊に、東太平洋海戦時は第三艦隊に配備されている。その後も空母主幹の第一機動艦隊に配備されている模様。
大峰型防空巡洋艦
荒島型の前部主砲を41cm連装砲塔2基に換装し、艦橋脇から艦尾まで斜行甲板式の飛行甲板を設けた実験艦。
搭載された41cm連装砲塔は、陸奥の砲塔（ワシントン海軍軍縮条約により建造中止になった加賀型戦艦の砲塔を流用）と説明されている。なお、史実の陸奥は1943年6月8日の爆発事故で喪われているが、本作では大破したものの沈没を免れ、主砲を含む兵装を撤去した状態で横須賀に回航されている。装甲防御については、飛行甲板部分を除くと荒島型とほぼ同様。
荒島型と同じ防空巡洋艦に分類されているが、大峰型は搭載機を用いた防空戦闘を前提にしている。飛行甲板は長さが150m以下、幅は最も狭いところで20mにも満たない改装空母以下の狭隘なものだが、昇降機が2機、射出機も光鷹と同じ空気圧式と奉天製作所製の空気圧と油圧の併用型がそれぞれ1機ずつ搭載されている。完全な空母化を行わなかったのは、航空戦艦に改装された伊勢型（詳細は不明）と同様に戦力化までの時間短縮のためと思われる。
格納庫に約20機、飛行甲板の空き区画に約10機の搭載が可能だが、露天駐機は主砲の爆風で破損する恐れがあるため行えない。定数は艦戦「紫電改」12機、艦爆「彗星改」8機。
1944年の竣工時期から逆算すると第四次海軍軍備充実計画の計画艦（荒島型三番艦または四番艦）と推定され、伊勢型と共に第四航空戦隊を編成している（実際には第四航空戦隊から分派されて第二航空戦隊基幹の別艦隊に編入）。実験艦であり、作中でただ一隻しか存在しないとの記述がある。
仙丈型航空母艦
第一機動艦隊麾下の第五航空戦隊所属艦として、名前のみ登場した正規空母。
艦名から荒島型をベースにした空母と思われ、第一機動艦隊の母艦搭載機数の記述と既存艦の搭載機数から搭載機数は80 - 100機、第四艦隊事件以後の空母は開放式格納庫を採用していることから、開放式一段格納庫の正規空母と推定される。
登場時期から第四次海軍軍備充実計画の艦と思われ、第三次海軍軍備充実計画の翔鶴型に続く最新鋭正規空母である。第四次海軍軍備充実計画の姉妹艦と思われる大峰が第四航空戦隊に編入された時には既に第一機動艦隊に所属していたが、大峰は改設計により竣工時期が遅延したと考えられることから起工順は不明。

### 航空機
一式戦闘爆撃機
零式艦戦の対地攻撃能力を強化した海兵隊用戦闘爆撃機。
基本構造は零式艦戦とあまり変わらず（着艦フック等もそのまま）、外観上の差異も少ない。主な改修点としては、操縦席や燃料タンク等の主要部への防弾装備と胴体下への爆弾懸吊架の追加、落下増槽懸吊位置の両翼下への変更、照準器の換装等がある。また取付方法の改善と整備の徹底により無線機の実用性が零式艦戦より向上している。改修によって重量が増加したため、速力や旋回性能、航続距離等はやや低下している。
「零戦は使える部品が少ない」（一式戦爆に流用できる部品が少ないの意味）との記述があることから、上記の改修によって、零式艦戦の発動機、機銃、無線機等は一式戦爆に流用できるものの、零式艦戦の主翼を一式戦爆の胴体に取り付けるといった主要機体部品の流用は、増槽関係の燃料配管の違い、耐弾性や爆弾搭載力の低下等から、（少なくとも整備力の限られる前線では）現実的ではないと思われる。
前世代機として、九六式艦戦に爆弾架と翼内20mm機銃1挺を追加装備した九六式艦戦改があり、ノモンハン戦に投入されている。
海兵隊の航空部隊で運用されている機体の大半を占め、制空・迎撃・対地支援、果ては対艦攻撃や対潜哨戒など多岐に渡る任務に投入されている（艦上攻撃機や陸上攻撃機などの多座機は、偵察や索敵・空中指揮等に使用）。急降下制動板や誘導桿を持たないため、地上目標や艦船に対しては緩降下爆撃や反跳爆撃を行う。
性能向上型も開発されており、「激闘東太平洋海戦」には馬力向上型の発動機に換装した一式戦爆が存在する事が語られている。「ラングーン侵攻」や「マリアナ機動戦」には、「紫電改」で編成された制空隊や「彗星」や「南山改」で編成された攻撃隊とは別に、「爆装する零式艦戦」で編成された海軍航空隊が登場するが、この機体が史実通りの零式艦戦の爆戦型なのか一式戦爆の同等機かは不明。
キ七四特号機
偵察爆撃機キ七四の試作偵察機型。
高々度長距離偵察に特化した改設計が施されており、排気タービン過給器付の発動機（型式は不明）と与圧キャビンが装備されている他、爆弾倉と旋回機銃が撤去され、主翼が高高度型に変更されている（史実のキ七四特号機はキ七七に代わる日独連絡機として開発）。
東太平洋海戦において、試作二号機がハワイ偵察や米機動艦隊索敵に投入されている。また偵察機型のキ七四特号機と平行して爆撃機型のキ七四-二が開発中との記述がある。
性能向上型「屠龍」
二式複戦「屠龍」の夜間迎撃能力向上型（正式名称は不明）。
胴体燃料タンクを撤去して胴体上面に20mm上向き砲を2門装備、前型では主翼下に装備していた対空電探（型式不明）を延長した機首に内蔵している。20mm砲は海軍の九九式20mm機銃と弾薬の互換性がないという記述があることから、史実と同じホ五と思われる。また、7.7mm旋回機銃は従来通り装備しているが、胴体下面の前方固定機関砲は撤去されている可能性が高い。電探装備を除き、史実における丁型に近い装備を持っているが、発動機については「過給器を装備している」との記述以外、詳細は不明。
大型爆撃機相手であれば昼間高々度迎撃も可能となった一方で、燃料タンク容量が減少したため、航続力は低下している。
東太平洋海戦時にミッドウェイに派遣された飛行第三八戦隊機が、B-24やB-17を迎撃している。
艦上攻撃機「南山改」
潜特型搭載機として開発された特殊攻撃機「晴嵐」の陸上練習機型である「南山」を原型として開発された艦上攻撃機。
射出機に対応した機体強度と主翼折畳機構を持つため、射出機を持つ小型改装空母での運用に適している反面、特殊攻撃機譲りの複雑な機体構造から、第一線級ではない空母で運用する機体にしては高価。そのため、潜特型用に予定していた機数以上の生産は不明（やや遅れて射出機に対応し、主翼折畳機構を有する「彗星改」が実戦配備されている）。
胴体下面に爆弾や魚雷の他、電波兵器として、対空見張電探、電波妨害機の搭載が可能。ただし、電探と電波妨害機の同時搭載や電波兵器搭載時の雷爆装は不可能。
インド洋航空戦において、光鷹と神鷹の南山改隊がイラストリアス型正規空母を撃沈波した他、零式艦戦の空中指揮や英東洋艦隊への電波妨害、更には英輸送機の夜間迎撃まで行っている。
艦上爆撃機「彗星改」
射出機に対応した構造強化と同時に、構造の簡易化と後方折畳式の主翼折畳機構を導入した艦上爆撃機「彗星」の性能向上型。
急降下爆撃や偵察だけでなく、空中指揮や対潜哨戒等に用いられており、多様な電波兵器を柔軟に運用するためか、電装品の配電方式も変更されている。また爆弾誘導桿が二段式になっており、陸上爆撃機「銀河」の「翔竜」用誘導桿と同様に投下位置で固定することが出来る。
電波兵器として、海上見張電探、対空見張電探、電波妨害機、磁気探知器の搭載が可能。装備位置については明記されていないが、胴体下面に爆弾倉を持つ「彗星」の構造から考えて主翼と考えられる。「南山改」とは異なり、電探と電波妨害機の同時搭載や電波兵器搭載時の爆装も可能。また工作艦明石において急造された電探妨害機の逆探知装置も搭載されている。
大峰搭載の偵察第六三飛行隊機が、アドミラルティ諸島に向かう熊野丸以下の陸軍輸送船団を追尾する米潜水艦群への攻撃やラバウル沖やマリアナ諸島において「紫電改」の空中指揮を行っている。
艦上戦闘機「紫電改」
水上戦闘機「強風」を元に開発された艦上戦闘機「紫電」の性能向上型。
史実とは異なり、原型の「強風」が射出機に対応した輸送船団防空用の艦載水上戦闘機として開発されたことから、「紫電」「紫電改」とも射出機に対応した機体強度を持つ防空用の艦上戦闘機として開発されている。防空用、つまり長距離爆撃機との戦闘を主任務として開発されたため乙戦の名称が付与されている。ただし、「紫電」は主脚の不調や視界不良のため、陸上基地で運用されている。
主な改修点としては、史実通りの低翼化、主脚短縮、胴体の再設計による視界の向上や構造簡易化の他、開発中止になった試製陣風と思われる高々度戦闘機の設計を取り入れることで、高高度性能を向上させている（層流翼や自動空戦フラップも史実同様に採用）。
F6Fと同等の速力を発揮可能で、運動性・上昇力・高々度性能・航続力・火力・防御力等も平均をやや上回るバランスのとれた性能を有している。
大峰搭載の戦闘第一六三飛行隊機が、「彗星改」の空中指揮の元でソロモン諸島やマリアナ諸島においてF6F夜戦型や電探妨害型B-29の迎撃に投入されている。
夜間戦闘機「極光」
陸上爆撃機「銀河」を原型として開発された双発夜間戦闘機。
廃止した機首の偵察員席部への接敵用空対空電探及び空中線（型式不明）の搭載、電波反照機（後述）の追加搭載、風防後方の胴体への20mm斜銃2挺の追加、主翼下への呂式三号爆弾（後述）用懸吊架追加、排気タービン過給器付の「誉」への発動機換装等の改修が施されている。高い高高度性能を持つにもかかわらず、夜間戦闘には不要との判断から与圧キャビンが採用されていないため、長時間の高高度飛行を行う場合は搭乗員に大きな負荷がかかる。
本土防空戦序盤において、第三〇二航空隊所属の試製極光がマリアナ諸島から関東地区に飛来した電子偵察型B-29の迎撃に投入されている。

### 電波兵器
二三号電波探信儀
潜水艦用として開発された海軍の小型対空レーダー。
最大探知距離は55 - 75km（単機）。無指向性の空中線で使用されるため、目標までの大雑把な距離が分かる程度の精度しか無く、早期警戒にしか使えないが、小型であることから日本海防空戦時には大は改装空母から小は漁船を徴用した対空監視艇にまで広く搭載されている。史実における一三号電波探信儀と同等の性能を有するが、一三号電探は二三号電探とは異なり陸上設置型として開発されている（史実の二三号電探は艦載型の試作射撃管制用レーダー）。
東太平洋海戦時には、基本的な構造は同じながら、空中線の大型化により測定精度を向上させ、目標までの距離や高度の測定が可能になった二四号電波探信儀が実用化されている。
試製一四号電波探信儀
ラッパ型の空中線と、それまでの電探より波長の短いレーダー波を採用することで感度を向上させた海軍の陸上設置型試作対水上レーダー。史実の二二号電波探信儀の生産型と同等の性能を有すると思われる（史実の一四号電探は陸上設置型の試作対空用レーダー）。
小型で容易に分解できるため、人力での搬送が可能。昭和16年末に試作機が占守島監視哨に配備され、北千島へのソ連軍侵攻時にソ連軍砲艦への電探射撃に利用されている。
七一号電波探信儀
海軍技術研究所が開発した海軍及び海兵隊の航空機搭載用対空レーダー。
二三号電探を原型として開発されており、魚雷形の本体先端から八木式空中線が突出した外形をしている。構造は二三号電探を踏襲、レーダー波の波長も同じだが、指向性の高い空中線に変更することで目標までの距離の判定を可能にしており、最大探知距離は高度にもよるが200km前後（単機）。
単発機の九七式艦攻での運用が可能なほど小型・軽量である一方で、空中線が固定されているため探知範囲が狭く、広域捜索を行うためには搭載機が旋回する必要がある。表示方法もAスコープ方式であるため、敵味方機が入り乱れる中での敵味方識別は困難。
北太平洋航空戦から運用を始めた海軍と海兵隊だけでなく、陸軍も技研型キ一号電波警戒機として採用し、二式複戦「屠龍」に搭載して空中指揮に用いている。また東太平洋海戦時には探知範囲を広げた性能向上型の七三号電波探信儀や、九六式陸攻に搭載された大出力型（型式不明）が登場している。
電波反照機（レピータ）
陸軍第五技術研究所が開発した敵味方識別装置。
夜間迎撃時における味方戦闘機のレーダー誘導を目的に開発された。日本海防空戦時は大型で双発戦闘機にしか搭載できなかったが、沿海州航空戦時には小型化されて単発戦闘機にも搭載できるようになっている。
三式高射装置
秋月型駆逐艦に搭載されている新型高射装置。
本来は夜間砲撃用として開発されたもので、九四式高射装置の測距のみに電波探信儀を併用しているが、精度の面では光学測距儀に劣る。完成間もない荒島に一時的に搭載されたものの、不調のため撤去された対空電探連動型の高射装置（型式不明）との関連は不明。
陸軍でも第五技術研究所が射撃管制用電波標定機を開発しており、試作機が東太平洋海戦時のミッドウェイ防空戦で実戦投入されている。
電波妨害機
航空機搭載型のレーダージャミング装置。
インド洋航空戦以降、南山改や彗星改に搭載されて米英軍の艦艇や航空機に対する電波妨害に用いられている。逆探の機能も併せ持っているようで、敵のレーダー波を観測しつつ妨害電波を発信する様子が描写されている。電力供給の問題から連続使用時間は数十分間の模様。

### ロケット兵器
10kg噴進爆弾
陸軍が開発した航空機搭載型噴進爆弾。
ドイツから提供された航空機搭載型ロケット弾（詳細は不明）を参考に開発されており、主翼下に装備したレールから発射される。対空用の焼夷弾頭と対戦車用の徹甲弾頭が存在し、飛翔経路が7.7mm弾の弾道と類似しているため、機首機銃で狙いを付けてから発射する様子が描写されている。一式戦と二式単戦は最大4発、四式戦は最大6発搭載可能。シベリア戦線において初めて実戦投入され、以後ニューギニア戦線やビルマ戦線でも使用されている。
ロタ砲
陸軍第七技術研究所鉄嶺分所が開発した歩兵携行用の対戦車噴進砲。
ドイツから提供されたパンツァーシュレックを原型としており、砲弾も原型同様にタ弾（成形炸薬弾）が使用されている。ただし、試作型の7cm噴進砲の弾道安定法はパンツァーシュレックや史実のロタ砲と同じ砲弾旋転式だが、量産型の10cm噴進砲では有翼弾に変更されている。
7cm噴進砲が沿海州のハンカ湖畔での戦いに、10cm噴進砲がミッドウェイやニューギニア戦線に投入され、ソ連軍のBT戦車やT-34中戦車、米海兵隊のM4中戦車を撃破している。
丸大兵器
海軍技術研究所の主導の元に開発された射程20,000m級の航空機搭載型試作対艦噴進爆弾。
全長約5m、全幅約5m、外径約1m、自重2t強の有翼爆弾で、大型艦を一撃で撃破できる1.2tの弾頭を持つ。主機は火薬式ロケットで、約650km/hまで加速する。発射母機が距離40,000mから電探で測的を開始、高度4,000m・距離20,000mで発射、その後少しずつ高度を落として高度10mまで降下し、目標の舷側に命中させる方式が採用されている。
強化される米機動艦隊の対空砲火への対策として開発が急がれていたが、母機からの電探測的の測定誤差や丸大兵器と目標との距離測定方法、高度10mという低空飛行の自律制御の確立等に問題を抱えていた。
史実における桜花と同じ秘匿名称と似た特性を持つ兵器だが、大田大尉の関与については明らかにされていない。
丸大兵器改
海軍航空技術廠の主導の元に開発された射程7,000m級の航空機搭載型試作対艦噴進爆弾。
原型の丸大兵器と比較すると小型・軽量化を主眼とした改設計が施されており、全長4 - 5m、外径45cm、自重約700kgと航空魚雷並みの外径と重量に抑え、主翼と尾翼を折畳式（手動）とすることで、既存攻撃機の爆弾倉への搭載を可能にしている。丸大兵器同様に主機は火薬式ロケットだが、本体の小型・軽量化と偶然発見された後退翼の採用により、亜音速まで加速することが可能になった。その一方で弾頭重量が原型の約1/5の250kgまで低下したため、破壊力は大きく低下している。
弾頭の強度と炸薬の不足から直撃させても舷側装甲を貫通できないため、目標の直前で丸大兵器改を着水させ、分離した弾頭のみを海面で反跳させて減速、水中爆発により目標に被害を与えるという反跳爆撃を参考にした方式に変更された。以後、丸大兵器改系列の兵器を用いた対艦攻撃は「空中雷撃」と呼称されている。
当初は丸大兵器同様に測的を母機の機載電探に依存していたため、低命中率を克服出来ておらず、着水後の弾道も不安定だった。このため、着水実験を繰り返して弾頭の最適形状を探りつつ、音響追尾装置の追加装備による命中率の改善が試みられていた。
翔竜一一型
海軍が開発・実用化した射程7,000m級の航空機搭載型対艦誘導噴進爆弾。
基本的には丸大兵器改の改良型で、目標までの距離測定の精度向上用に小型の電探が弾頭に追加されている。
その後、命中率の向上と航空魚雷並みの破壊力を得るため、距離測定用の電探に誘導装置を組み込み、更に着水後に水中弾と同様の水中弾道をとる形状に変更された弾頭が採用されている（片舷に3発命中させれば、正規空母でも撃沈可能と判断されている）。実戦部隊では、水上見張電探を装備した電探機が翔竜を搭載した一小隊3機を攻撃位置まで誘導する接敵方法を実施している。
珊瑚海航空戦において、第五二一航空隊の陸上爆撃機「銀河」が空中雷撃によりエセックス級正規空母を撃破している。開発時に想定されていた母機は「銀河」だったが、実用化後は「銀河」隊のみならず、基地航空隊の陸攻隊や陸軍の重爆隊にも魚雷に代わる対艦攻撃兵器として配備が進められている。
史実における特別攻撃隊とほぼ同様のインパクトを米軍にあたえることになり、以後米軍は史実同様にレーダーピケット艦の配備など機動部隊の防空体制を格段に強化することになる。
翔竜四一型
敵揚陸艦艇攻撃用として一一型を基に同様の射程を有するものとして開発された地上発射型翔竜（中翼・翼固定式）。その内の無誘導型の四一型甲がサイパン島の海兵隊に配備されたが、翔竜の絶対数の少なさから後述の四三型と同様に、機載型に改造され早期に射耗している。なお、艦上/陸上発射型翔竜はいずれも射出機や発射軌条が使用される。
艦攻用翔竜
第一機動艦隊所属の天山用に配備された艦攻用の翔竜（型番不明）。艦攻にも搭載できるように小型化されたものだが、陸攻用の一一型との性能に大きな差はない。
翔竜四三型（試製禰式翔竜）
海軍航空技術廠の主導の元に開発された射程50,000m級の陸上発射型の試作対艦誘導噴進爆弾。
作中の記述によると「味方拠点の沖合を遊弋する戦艦などの敵大型艦を制圧」「水上艦に搭載される長距離型」とされ、概ね40km弱の最大射程を持つ米戦艦の主砲射程圏外から攻撃可能な対艦兵器として開発された。また艦上攻撃機搭載用に小型化する開発案も存在することが作中で語られている。
開発期間を短縮するため四一型の機体設計を流用したが、主機をタービンロケットに変更したため胴体両側に空気取入口が設けられ、外径が約60cmまで拡大している。これに伴い弾頭威力が強化され、主翼も翼型等はそのままに面積を拡大している。最終誘導から命中までの手順は通常型翔竜と同じだが、長射程化に伴って中間誘導用として母機や観測機からの無線誘導もしくはレーダー波逆探知誘導装置のどちらかを選択可能。タービンロケットの特性上、初期加速が低下しているため、陸上発射型では射出機を、後述する水上艦発射型では火薬式補助ロケットを発射時に併用することで初速を稼いでいる。
未だ制式化前（四三型は仮称、制式化で五三型になるとも）の兵器で、翼については収納式や固定式といった異なる形状の機体が確認されている。訓練用機材を含め完成していた試作機全てが米軍の侵攻を控えたサイパンに搬入され、一部が機載型（四三型改）に現地改造の上で初めて実戦投入された。この際レーダー波逆探知誘導装置と最終誘導装置に更なる改造が施され、輪形陣中央部に位置する主力艦への突入率の向上が図られている。更に訓練用の模擬弾（回収のため弾頭や誘導装置の代わりに操縦装置を搭載した簡易有人機）が機銃を搭載した簡易迎撃戦闘機に現地改造されて電探妨害型B-29の迎撃に投入された。
水上艦発射型禰式翔竜
陸上発射型（機載型）とは異なる形状・翼収納式の水上艦発射型翔竜（型番不明）。第二次大改装を受けた重雷装艦「北上」「大井」に搭載され、アギガン沖夜戦に投入されている。
翔竜（旧型）
火薬推進型の射程20,000m級の艦上／陸上発射型誘導対艦噴進爆弾（型番不明）。
禰式翔竜に比べて速度・射程不足や発射炎が目立ち、また誘導装置も無誘導型や逆探型の簡易なものしか搭載しておらず、命中率も低い。一方で上記の理由で機密保持の条件が緩いため、他の翔龍では禁じられた対地攻撃への使用が認められている。先述の大井・北上から遠距離では禰式翔竜を嚮導機とした上で、近距離では単独で発射される。また翼収納式なため翔竜搭載型に改装された偵察機搭載潜水艦からの発射や、分解した上で丁型潜水艦による輸送も可能。
四一型甲とは射程や翼形等が異なるが、前者については中間誘導を行わない翔竜の有効射程は20,000mが限界なので、それに合わせた大型化が図られたが、禰式翔竜の実用化で無誘導・簡易型に変更されたと考えられる。
呂式三号爆弾
海軍が開発した航空機搭載型の大型機攻撃用噴進爆弾。
誘導機能は未装備ながら、米軍のVT信管を模倣して実用化した日本製近接信管を装備しており、直撃せずとも至近距離での爆散によって目標に損害を与えることが可能。史実の三式二七号爆弾等がレール発射式であるのに対し、投下後にロケットエンジンに点火する方式を採用している。通常は発射後斜銃と同じ前上方30°の角度で直進するように設定されているが、母機からの弾道の調整もある程度可能。少排煙の大推力火薬式ロケットエンジンを装備しており、20mm斜銃とほぼ同じ弾道を描くとされ、作中では発射位置から3,000m以上上空に位置する目標への攻撃に成功している（これから推定される有効射程は6,000m以上）。不発弾の鹵獲防止対策として、従来の時限信管による自爆機能を備えている。重量や寸法については不明。
夜間戦闘機「極光」は主翼下に最大4発の搭載が可能で、本土防空戦序盤において電子偵察型B-29を撃破している。このとき、呂式三号爆弾による対大型機攻撃も翔竜による対艦攻撃に準じて「空中雷撃」と呼称されている。